# あもんでろ
あもんでろ（Amondero、男性、1982年7月22日 - ）は、日本のギャグ作家である。

## 来歴
宮崎県出身と言われているが、詳細は明らかにされていない。
大学卒業後、複数の職を転々としながら、2007年2月に宮崎市内のコールセンターへ派遣勤務。退職後、2008年12月に日本文学館より処女作ギャグかまめしお待ちどぉを約50万円の予算にて自費出版。第2作目を出版するため、家電量販店にて資金工作を行っている。2009年10月には活動拠点を東京都内に移し、落語家を目指して弟子入り。家電量販店における資金工作で手にした約100万円弱の手持ち資金が尽きる前に落語家デビューできるか否か、地元の知人の間で話題となっていたが、無事二ツ目に昇進。

## 人物
本名はサルバジール・ユサク・シエスタ。出生地は宮崎県とされているが、本人曰く「インド・ボンペイにて仏陀の末裔として出生した」とのこと。極端な秘密主義のため、周囲の人間にも「井上某」という偽名を用いている。作家になりたいと思ったきっかけとして、幼少期から海原はるか・かなた、オール阪神・巨人の漫才に強く影響を受け、将来的な漫才師デビューの足がかり兼定期的な収入を目指し自費出版を敢行。300冊を発行し50冊を当時の友人・知人・上司に突然配布し、周囲に衝撃を与えた。座右の銘は「腐っても鯛」。将来的には「自分自身の内なる何かを表現したい」と述べている。トイレットペーパーの端を三角形に折りたたむ癖がある。

## 作風
創作は中学生時代に読んだ「真実の愛」や「少年愛と白い肌の真実」など、松田聖子やマイケルジャクソンの暴露本に影響を受けたと語っているが、作品にはギャグ色が濃い。

## 作品

### 文庫
- ギャグかまめしお待ちどぉ （日本文学館） 2008年12月 ISBN 978-4-7765-1930-0 [1][2]